# Egernførde Fjord
Egernførde Fjord eller Egernfjord  (på tysk: Eckernförder Bucht, på dansk også tilsvarende Egernførde Bugt) er en cirka 16 km lang og op til 10 km bred fjord i det nordlige Tyskland, beliggende i det sydøstlige Sydslesvig. Fjorden adskiller landskaberne Svansø i nord og Jernved i syd. Kysten består af naturstrande med flere små skove og klinter. I bunden af fjorden ligger havnebyen Egernførde. Området omkring fjorden er præget af landbrug og store godser. Mange af landsbyerne ved fjorden har de sidste år udviklet sig til lokale turistdestinationer. Blandt landsbyerne kan nævnes Vabs med Bognæs, Langskov og Karlsminde (i Svansø), Celmerstorp med Askov, Nør og Schwedeneck (i Jernved). Ved Askov findes en lille lagune, ved Nør en skovklædt klit.
Fjordens tyske navn er Eckernförder Bucht. På dansk betegnes fjorden hyppigst som Egernførde Fjord, men der forekommer også Egernfjord og sjælden Egernførde Bugt, som tilsvarer det tyske begreb. Hector Boecks Sydslesvig-Kort fra 1950 / 1953 skelner mellem den indre Egernførde Fjord og den ydre Egernførde Bugt. Selve stednavnet er afledt af egern og enten -fjord eller det nedertyske vurt for vadested.
Fjorden er opstået efter sidste istid igennem afsmeltning af en gletsjertunge som har ligget i det bakkede jyske morænelandskab. I begyndelse var noret ved Vindeby endnu en del af fjorden, men blev senere afskåret ved et vadested. 
Egernførde Fjord dannede op til 1800-tallet en kulturgeografiske grænse, idet området nord for fjorden var op til 1700- og 1800-tallet dansksproget område, mens Jernved var fra 1200-tallet for største del tysksprogede. Mange af stednavnene i Svansø er tilsvarende af dansk herkomst. Grænsen markeres også ved den forhenværende Egernborg og Dannevirkes Østervold, som strakte sig hen til Vindeby Nor. 
Fjorden var skueplads for Søslaget i Egernførde Fjord under Treårskrigen. De danske skibe Christian VIII og Gefion var uklogt løbet ind i fjorden og kom her i kamp med de tyske strandbatterier. 1912 oprettede den tyske marine her en større flådestation. Under grænsedebatten efter 1. verdenskrig foreslog den danske arkitekt Vilhelm Marstrand en grænselinje gennem fjorden, således at Borreby ville være dansk og Egernfjord by tysk grænsestation, og derfra videre over Vindeby Nor syd for Dannevirke, Rejde Å og til Trenen og Ejderen. Ideen om fjorden som en mulig dansk-tyske grænse fandt senere også indgang i Morgenthauplanen